# Liga Mexicana de Béisbol 1967
La Temporada 1967 de la Liga Mexicana de Béisbol fue la edición número 43. Se mantuvieron los mismos 8 equipos de la campaña anterior. A partir de esta temporada las Ligas Menores de Béisbol le otorgaron al circuito el nivel "Clase AAA" con el que cuenta en la actualidad. Se vuelve al sistema de competencia con un rol corrido que constaba de 140 juegos, el equipo con el mejor porcentaje de ganados y perdidos se coronaba campeón de la liga.
Los Charros de Jalisco obtuvieron el primer campeonato de su historia al terminar la temporada regular en primer lugar con marca de 85 ganados y 55 perdidos, con 5 juegos de ventaja sobre el segundo lugar los Broncos de Reynosa. El mánager campeón fue Guillermo Garibay.

## Equipos participantes
| Liga Mexicana de Béisbol 1967 |           |                       |                       |           |
| Equipo                        | Fundación | Ciudad                | Estadio               | Capacidad |
| Broncos de Reynosa            | 1963      | Reynosa, Tamaulipas   | Adolfo López Mateos   | 10,000    |
| Charros de Jalisco            | 1946      | Guadalajara, Jalisco  | Tecnológico de la UDG | 4,000     |
| Diablos Rojos del México      | 1940      | México, D. F.         | Seguro Social         | 25,000    |
| Pericos de Puebla             | 1938      | Puebla, Puebla        | Ignacio Zaragoza      | 22,000    |
| Petroleros de Poza Rica       | 1958      | Poza Rica, Veracruz   | Jaime J. Merino       | 10,000    |
| Rojos del Águila de Veracruz  | 1903      | Veracruz, Veracruz    | Deportivo Veracruzano | 12,000    |
| Sultanes de Monterrey         | 1939      | Monterrey, Nuevo León | Cuauhtémoc            | 8,000     |
| Tigres Capitalinos            | 1955      | México, D. F.         | Seguro Social         | 25,000    |

## Posiciones
| Liga Mexicana de Béisbol | Liga Mexicana de Béisbol | Liga Mexicana de Béisbol | Liga Mexicana de Béisbol | Liga Mexicana de Béisbol |
| Equipo                   | JG                       | JP                       | PCT                      | JV                       |
| ------------------------ | ------------------------ | ------------------------ | ------------------------ | ------------------------ |
| Jalisco                  | 85                       | 55                       | .670                     | -                        |
| Reynosa                  | 80                       | 60                       | .571                     | 5.0                      |
| México                   | 76                       | 63                       | .547                     | 8.5                      |
| Águila                   | 71                       | 69                       | .507                     | 14.0                     |
| Poza Rica                | 65                       | 75                       | .464                     | 20.0                     |
| Tigres                   | 64                       | 75                       | .460                     | 20.5                     |
| Monterrey                | 60                       | 80                       | .429                     | 25.0                     |
| Puebla                   | 57                       | 81                       | .413                     | 27.0                     |

| Campeón de la Liga |

## Juego de Estrellas
El Juego de Estrellas de la LMB se realizó el 6 de julio en el Parque Cuauhtémoc en Monterrey, Nuevo León. La selección de Extranjeros se impuso a la selección de Mexicanos 6 carreras a 5.

## Designaciones
Se designó como novato del año a Francisco Maytorena de los Broncos de Reynosa.

## Acontecimientos relevantes
- 18 de junio: Arnoldo Castro de los Tigres Capitalinos conecta 2 jonrones con las bases llenas ante los Sultanes de Monterrey, empatando récord.
- 25 de junio: Pericos de Puebla impone récord (aún vigente) de 8 triples en juego de 9 entradas, y cuatro de ellos fueron en la quinta entrada frente los Sultanes de Monterrey.[2]